# Corberon
Corberon é uma comuna francesa na região administrativa da Borgonha-Franco-Condado, no departamento de Côte-d'Or. Estende-se por uma área de 11,79 km². Em 2010 a comuna tinha 447 habitantes (densidade: 37,9 hab./km²).